# 池田神社 (静岡市)
池田神社（いけだじんじゃ）は、静岡県静岡市駿河区にある神社。

## 概要
日本平の北西山裾、大慈悲院川の南側に鎮座している。
創建は不詳だが、同名の式内社に比定されている古社である。
明治8年（1875年）に村社に列格、明治44年（1911年）に神饌幣帛料供進社に指定。

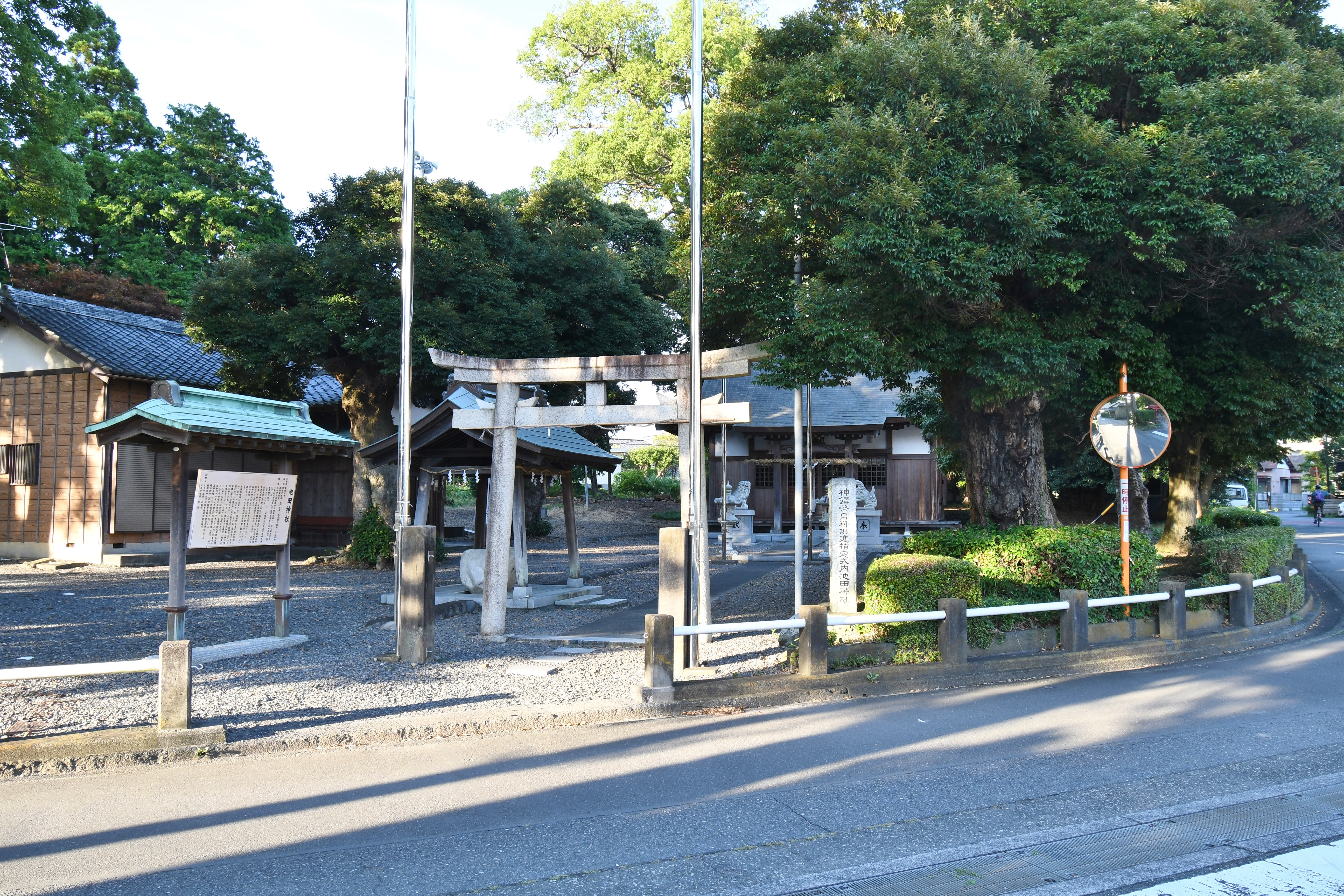
鳥居と拝殿

## 祭神
- 事代主命